# Ренесансова архитектура
Ренесансова архитектура се нарича архитектурата в периода от началото на 15 век до края на 16 и началото на 17 век. Стилът се наблюдава в различни региони на Европа, където е имало осъзнато използване и развитие на елементи от материалната култура и начина на мислене характерни за древногръцкия и древноримски периоди. Хронологично ренесансовата архитектура е продължение на готическата и е последвана от бароковата архитектура.
Ренесансовият стил поставя ударение на симетрията, пропорциите, геометрията и равномерната повтаряемост на определени части, както е прилагано в архитектурата на Класическата античност и по-специално в архитектурата на Древен Рим, от която са запазени значителен брой примери. Систематичното и равномерно разполагане на колони, пиластри и щурцове, също както и използването на полукръгли арки, куполи, ниши и едикули, заменят по-усложнената пропорционална система и несиметричните профили и силуети на средновековните сгради.
Развит първоначално във Флоренция с Филипо Брунелески начело на движението, стилът бързо се разпространява и в другите италиански градове, а впоследствие и във Франция, Германия, Англия и други държави.

## Историография
Думата „ренесанс“ произхожда от термина rinascita – „възраждане“, който се появява за първи път в трудът на Джорджо Вазари – Vasari's Vite de' più eccellenti architetti, pittori, et scultori Italiani („Биографии на видните архитекти, скулптори и живописци на Италия“, 1550 – 68 г.).
Въпреки че вече като определящ за стил термин „ренесанс“ е използван първоначално от френския историк Жул Мишел, думата като вид стил получава най-ясна и дълготрайна дефиниция от шведския историк Якоб Буркхарт, чиято книга Die Kultur der Renaissance in Italien от 1860 г. оказва голямо влияние при развитието на съвременната интерпретация за процесите от италианския ренесанс.
Албумът с подбрани чертежи и рисунки Édifices de Rome moderne; ou, Recueil des palais, maisons, églises, couvents et autres monuments (Сградите на модерен Рим), публикуван през 1840 г. от Пол Мари Летаруи, също изиграва важна роля във възраждане на интереса към този период.
Ренесансовият стил е наричан от съвременниците си с термина all'antica или „по древен маниер“.

## Обзор
Ренесансът в архитектурата започва от 1420 г. и продължава до средата на 16 век, преминавайки през Проторенесанса (началото на Ренесанса в архитектурата през 13 – 14 век) с обособяването на Сиенската школа, Джото и др. В строителството се акцентира предимно на обществени сгради, дворци, градски къщи и др. постройки от светски характер. Характерни са ордерното разчленяване на стенните плоскости, аркадите, колонадите, куполите, логическата съразмерност, хармоничността и ясната тектоника, основани на законите на перспективата и пропорциите. Това е период за силно развитие на градоустройството. Създават се мащабни архитектурни ансамбли, подчинени на цялостен художествен замисъл.

#### Известни архитекти
- Филипо Брунелески (1377 – 1446) – основоположник на ренесансовата архитектура, разработва теорията на перспективите и архитектурната ордерна система, връща в строителната практика много елементи на античната архитектура, създава първите от много столетия куполи (Флорентинската катедрала), и до днес доминиращ в панорамата на Флоренция.
- Леон Батиста Алберти (1402 – 1472) – теоретик на ренесансовата архитектура, създател на цялостната ѝ концепция, преосмисля мотиви от раннохристиянските базилики от времето на Константин Велики, в Палацо Ручелаи създава нов тип градска резиденция с фасада, обработена с рустика и разделени от няколко пиластри.
- Донато Браманте (1444 – 1514) – пионер на архитектурата на Зрелия ренесанс, майстор на центричните композиции с идеално измерени пропорции.
- Микеланджело Буонароти (1475 – 1564) – най-известния архитект на Късния ренесанс, ръководи грандиозни строителни работи в папската столица; в неговите постройки пластичното начало се изразява в динамични контрасти, във величествена тектоника, предвещаваща изкуството на барока (катедралата „Свети Петър“, стълбите на библиотека Лауренциана).
- Андреа Паладио (1508 – 1580) – родоначалник на първата фаза на класицизма, известна като паладианство; с отчет на конкретните условия, използва безкрайно различни съчетания на ордерните елементи; поддръжник на откритата ордерна архитектура, която служи като хармонично продължение на окръжаващата среда, природна или градска (Паладиевите вили); работи във Венецианската република.

Зад пределите на Италия италианското влияние се наслоява върху местните средновековни традиции, пораждайки национални ренесансови стилове. За Иберийския ренесанс е характерно съхранението на готическото и мавританското наследство (виж платереско и мануелино). Във Франция епохата на Ренесанса оставя паметници във вид на причудливо декорираните замъци по Лоара с готически наклонени покриви; за еталон на френския ренесанс се счита Шамборският замък на Франциск I. В Елизабетинска Англия архитектът Робърт Смитсън проектира рационално-праволинейни жилищни сгради с огромни прозорци, заливащи интериора със светлина (Лонглит, Хардуик хол).

## Основни фази
Въпреки че в други направления на изкуството се говори за „Предренесанс“ като период от втората половина на 14 век, това обикновено не се отнася до архитектурата. Суровите икономически условия през този период не дават резултат в построяването на сгради, които могат да се определят като ренесансови.
С термина „Ренесанс“ в историята на архитектурата се обозначава периодът от 1400 до 1525 г. за Италия, като ренесансът за останалите европейски региони се определя до 1600 г., което се обяснява и с по-късното му започване там. Дефинирани са три подпериода:
- Ренесанс (1400 – 1500) – често наричан „Куатроченто“, а също и „Ранен ренесанс“.
- Висок (зрял) ренесанс (1500 – 1525)
- Късен ренесанс (1525 – 1600) – наричан още „Маниеризъм“

### Куатроченто
През Куатроченто концепциите за архитектурния ордер се проучват и се дефинират правила за прилагането им. Изучаването на Класическата античност довеждат до възприемане на класическия детайл и орнаменти. Пространството като елемент от архитектурното произведение е използвано по различен начин от предходното през Средновековието. Организира се по логиката на пропорцията – формата и ритъмът са въпрос на геометрия вместо създаваните повече интуитивно средновековни сгради. Водещ пример за това е базиликата „Сан Лоренцо“ (1419 – 1459) във Флоренция, дело на архитекта Филипо Брунелески.

### Висок ренесанс
Усвоените антични концепции се прилагат с пълна увереност. Най-изявен сред архитектите е Браманте, който разширява простото прилагане на класическите принципи в осъвременена архитектура. Неговата творба Темпието ди Сан Пиетро ин Монторио в Рим е директно заимствана от кръглите древноримски храмове, без да робува буквално на класическата форма. Влиянието на стила му доминира в италианската архитектура през целия 16 век.

### Маниеризъм
През този период, архитектите използват уголемени солидни форми за подчертаване на монументалността и пространствените връзки. Ренесансовият идеал за хармоничност отстъпва пред по-свободни и експресивни ритми. Характерни за стила са работите в архитектурата на Микеланджело, на който се приписва изобретяването на „гигантския ордер“ – огромни пиластри, изтеглени от основата до горния край на фасадата. Той използва тези похвати при проектите си за Капитолий в Рим.

## Преход към барок
Като нов архитектурен стил, разпространен и извън границите на Италия, много от другите страни развиват вид от проторенесансов стил преди построяването на напълно формулираните ренесансови сгради. Всяка страна прибавя собствените си традиции към новия стил, така че се получава разнообразие в архитектурата на различните региони.
В Италия еволюцията на ренесансовата архитектура достига до маниеризма с работите на Микеланджело, Джулио Романо и Андреа Паладио и довежда до развитието на бароковия стил, в който същият архитектурен речник е използван в различна реторика.
В другите европейски страни бароковата архитектура става по-широко разпространена и развита от предхождащия ренесансов стил. Това довежда до създаването на значими произведения и извън пределите на континента.